# چارلز گسچه
چارلز گسچه (به انگلیسی: Charles Geschke) (زادهٔ ۱۱ سپتامبر ۱۹۳۹ – درگذشتهٔ ۱۶ آوریل ۲۰۲۱) یکی از مؤسسان شرکت ادوبی و رئیس هیئت مدیره آن تا پیش از مرگ بود. وی در جوانی در زیراکس پارک همکار جان وارناک بود که بعدها شرکت ادوبی را تأسیس کردند.
گسچه در ۱۶ آوریل ۲۰۲۱ در سن ۸۱ سالگی درگذشت. او دارای سه فرزند و هفت نوه بود.